# 中嶋聡 (精神科医)
中嶋 聡（なかじま さとし、1955年 - ）は、日本の精神科医であり、医学博士である。

## 略歴
- 1955年、京都市生まれ。
- 洛星中学校・栄光学園高等学校卒。
- 東京大学医学部医学科卒。国立精神・神経センター武蔵病院勤務。
- 沖縄県豊見城市で、なかまクリニック開業。現院長。

## 単著
- 『「心の傷」は言ったもん勝ち』
- 『ブルマーはなぜ消えたか』
- 『分裂病の実践知と治療』
- 『眠れぬ夜の精神科　医師と患者20の対話』2010　新潮社新書

## 共著
- 「他社の現象学Ⅱ－哲学と精神医学のあいだ」
- 「聖書と精神医学－全人的いやしへのステップ」

## 分担執筆
- 「精神医学－その進歩と基盤」
- 「臨床精神医学講座24－精神医学研究方法」